# 巨米波電波望遠鏡
巨米波電波望遠鏡（英語：Giant Metrewave Radio Telescope，缩写为），位於印度鄰近浦那，是一個米波長的電波望遠鏡陣列。它由印度国家射电天体物理学中心操作，部分由孟買的塔塔基礎研究所運作。在它建造的時候，是世界上最大的干涉儀陣列,。

## 位置
GMRT位於浦那北方大約80公里的科達德 (Khodad) (座落在19° 5'47.46"N   74° 2'59.07"E)，是臨近納拉陽崗的一個城鎮，與望遠鏡相距約9公里。NCRA的辦公室位於浦那大學校園旁邊的IUCAA。

## 技術性資訊
GMRT包含30架完全可控制的望遠鏡。有14架望遠鏡隨機的散布在大小為1公里長與寬的中央廣場，其它的16架在外圍排列成三條，構成從中心向外伸展14公里的Y字形陣列。GMRT是使用綜合孔徑成像技術產生電波源影像的干涉儀。GMRT使用38、153、233、327、 610、和1420 MHz六個頻率為中心的波段來運作。
每架天線使用鋼絲網繩配置在金屬支架之間，展開構成直徑45米的拋物面。這樣的配置可以在21公分與更長的波長下進行操作。每個天線有4個不同的接收器安裝在焦點上，並且每個接收器都可以一起旋轉，讓使用者可以選擇觀測時所需耀的頻率。
陣列中最長的基線可以使望遠鏡的角解析度 (可以辨的最小角度) 在中性氫的頻率 (1420MHz) 可以達到1角秒。

## 科學和觀測
望遠鏡的一項重要目地是搜尋來自原始雲氣中高紅移的中性氫分子21公分輻射線，以確定宇宙中星系形成的時代。脈衝星是GMRT的另一個主要的研究領域。
來自世界各地的天文學家定期使用這些望遠鏡來觀察許多不同的天體，像是電離氫區、星系、脈衝星、超新星，還有太陽與太陽風。

## 活動
每年的印度國家科學日 ，天文台邀請週邊學校的學生和市民前往參觀。他們可以聽取在那兒工作的電波天文學家和工程師解釋接收技術、天文學和電波天文學。並邀請附近的學校/學院展示他們各別的科學實驗，並獎勵每個級別 (小學、中學和學院) 中最好的展品。
GMRT僅在每週五的上午 (11:00-13:00) 和下午 (15:00-17:00) 接受訪客參觀。GMRT在國家科學日才對民眾開放。

## 外部連結
- GMRT Homepage （页面存档备份，存于）
- Y-shaped array （页面存档备份，存于）
- Article on Science Day
- Visit GMRT retrieved on May 25, 2009
- GMRT site in Google map （页面存档备份，存于）